# بورسيرة بيضاوية الأوراق
بورسيرة بيضاوية الأوراق (الاسم العلمي:Bursera ovalifolia) هي نوع من النباتات تتبع جنس البورسيرة من الفصيلة البخورية.